# Swindon Works

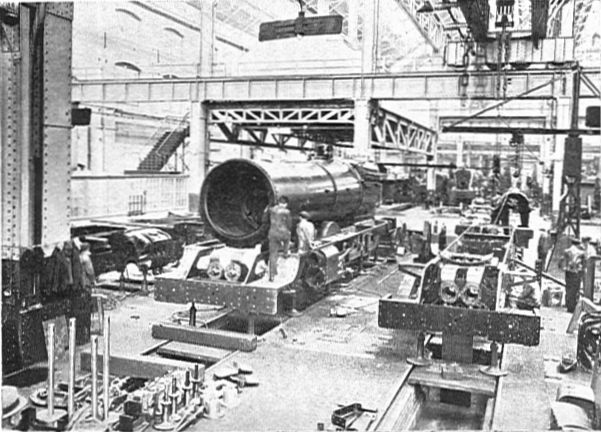
Fabrikhalle, 1928

Die Swindon Works waren ab 1841 die Zentralwerkstätte und spätere Lokomotivfabrik der Great Western Railway (GWR) in Swindon, Grafschaft Wiltshire in England.

## Geschichte

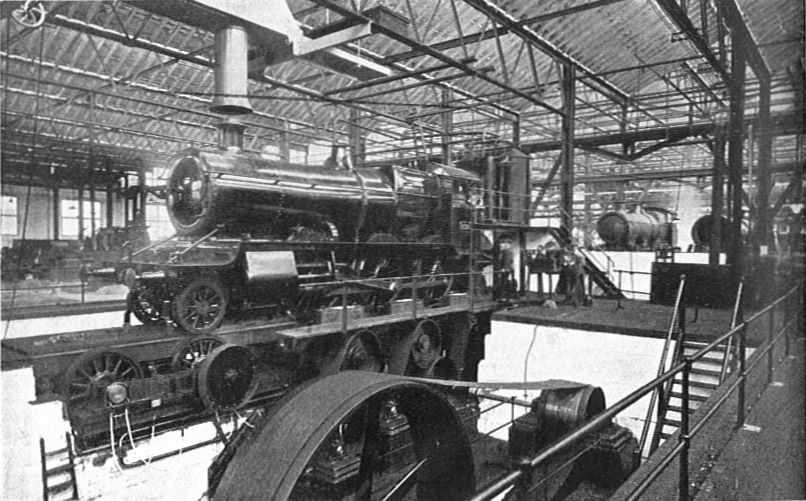
Prüfstand für Dampflokomotiven, 1928

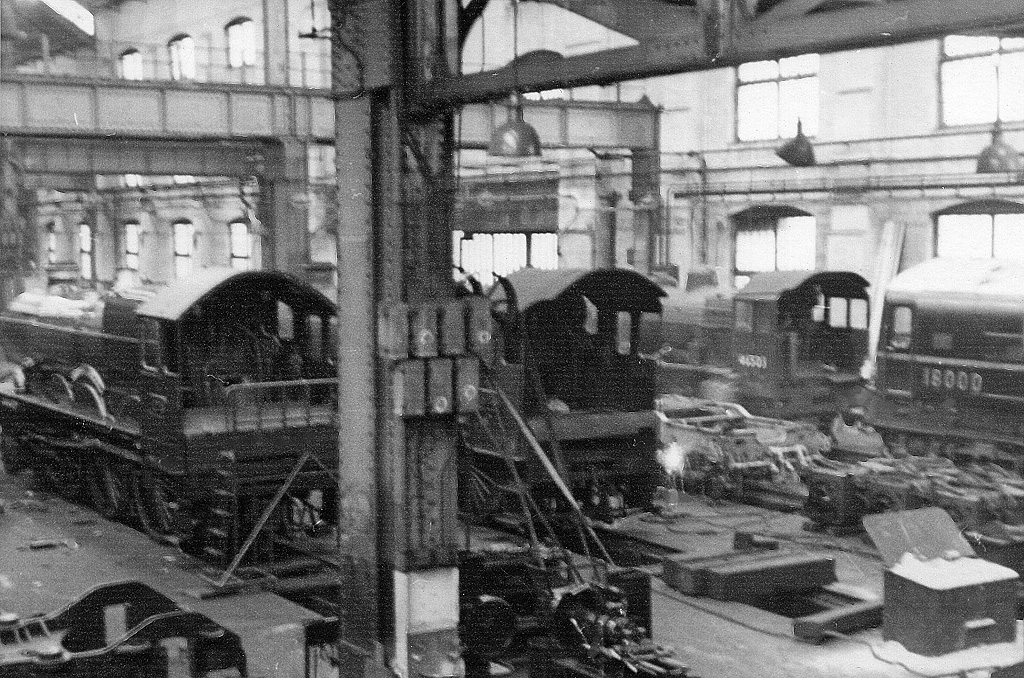
Fabrikhalle, 1953

### Anlass und Initiative
Für die Great Western Railway beschaffte deren Chefingenieur Isambard Kingdom Brunel zunächst ab 1836 von verschiedenen Fabrikanten einzelne Lokomotiven, die jedoch oft nicht seinen Ansprüchen genügten. So stellte Brunel 1837 den jungen Mechaniker Daniel Gooch ein, mit dem Auftrag, die Situation zu bereinigen. Als erstes Ergebnis wurde offensichtlich, dass die GWR eine zentrale Reparaturwerkstätte benötigte.
Bei der Suche nach einem geeigneten Standort zog Gooch die Verzweigung der Linien London – Bristol und London – Cheltenham in Betracht, in deren Nähe sich Swindon befand. Zudem ermöglichte der dort befindliche Wilts and Berks Canal  eine direkte Verbindung mit dem Somerset-Kohlenrevier. Er zog auch in Betracht, dass in Swindon für die steilere Strecke bis Bristol die leichteren Lokomotiven des Abschnitts London-Swindon gegen zugstärkere ausgewechselt werden mussten. Somit lagen an dieser Stelle sowohl ein besonderer Bedarf als auch Gelegenheit zur Versorgung der Maschinen vor.
Eine verbreitet kursierende Legende behauptet, Brunel und Gooch hätten eine Ausfahrt in das Tal nördlich von Swindon Hill unternommen und Brunel habe entweder einen Stein oder ein Sandwich in die Luft geworfen und den Aufschlagsort zum Bauort bestimmt.
Gooch sagte rückblickend "Ich war aufgefordert, die bestmögliche Lage für die Werkstätten zu finden und wählte bewusst Swindon am Abzweig der Cheltenham-Linie, die eine günstige Aufteilung des Betriebs der Great Western Line ermöglicht. Mr. Brunel und ich besichtigten die Gegend, in der sich nur grüne Wiesen befanden und er stimmte mit mir überein, dass dies der bestgeeignete Platz sei".
Mit Brunels Unterstützung unterbreitete Gooch den Vorschlag zur Errichtung der Werkstatt dem GWR-Direktorium, das diese am 25. Februar 1841 genehmigte. Der Bau begann dann unmittelbar und am 2. Januar 1843 erfolgte die Betriebsaufnahme.

### Frühe Jahre

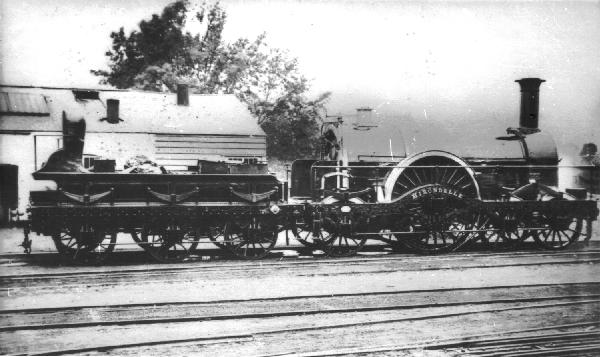
In Swindon gebaut: die Iron Duke Class, hier die Lokomotive "HIRONDELLE"

Der erste Lokomotivreparaturschuppen, wurde von Vertragsfirmen 1841 fertiggestellt und die Maschinenausrüstung bis 1842 bereitgestellt. Mit einer Belegschaft von 200 Männern begannen 1843 erste Überholungsarbeiten.
1846 wurde erstmals eine Lokomotive in eigener Regie gebaut. Mit einer Bauzeit von weniger als zwei Wochen entstand die neue "Premier"-Klasse mit der Achsfolge "C". Weitere Serien folgten, darunter die Iron Duke Class, deren "Lord of the Isles", die seinerzeit schnellste Breitspur-Lokomotive war.
In der Folge formten die Eisenbahnwerkstätten Swindon von einem kleinen Marktflecken zur betriebsamen Eisenbahnstadt, bewirkten eine erhebliche Bevölkerungszunahme  und sorgten auch für die Bereitstellung medizinischer und schulischer Einrichtungen die bis dahin dringend vermisst wurden.
1851 beschäftigten die Werkstätten über 2000 Arbeitskräfte und produzierten wöchentlich eine neue Lokomotive, darunter ab 1855 auch Normalspurlokomotiven. Eine Walzeinrichtung für Schienen zog weitere Arbeiter aus dem Süden von Wales an.
Zusätzlich zum Lokomotivbau wurden ab 1850 standardisierte Güterwagen produziert und ab 1867 wurde Swindon die zentrale Werkstatt für die Konstruktion des Wagenparks. Der erste königliche Salonwagen wurde 1874 gebaut.
1878 wurde ein eigenes separates Wagenwerk nördlich der Station errichtet. Wenn auch weitere Fahrzeuge in Werken in Wolverhampton, Worcester und Saltney nahe Chester produziert wurden, war die meiste Produktion in Swindon konzentriert.
1875 wurden Fertigungsstätten für Kessel und Tender erstellt, in denen gelegentlich auch Schiffsmaschinen für die Flotte der GWR produziert wurden.

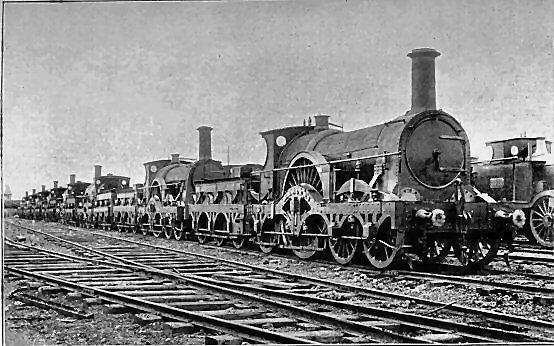
Zur Verschrottung abgestellte Maschinen der Iron Duke Class

Als sich 1892 die GWR entschied, die Breitspur zugunsten der Normalspur aufzugeben, wurden alle Umspurungen in Swindon vorgenommen, wobei nicht umspurbare Fahrzeuge verschrottet wurden.
1939 war die Einwohnerschaft von Swindon auf 61.000 Personen angewachsen und nahm während des Zweiten Weltkriegs noch in bemerkenswertem Umfang zu. Zu diesem Zeitpunkt arbeiteten mehr als die Hälfte der männlichen Einwohnerschaft in den GWR-Werkstätten.
Swindon war damit in seiner Überlebensfähigkeit und Fortentwicklung fast gänzlich abhängig von den Swindon Works.

### Niedergang und Schließung

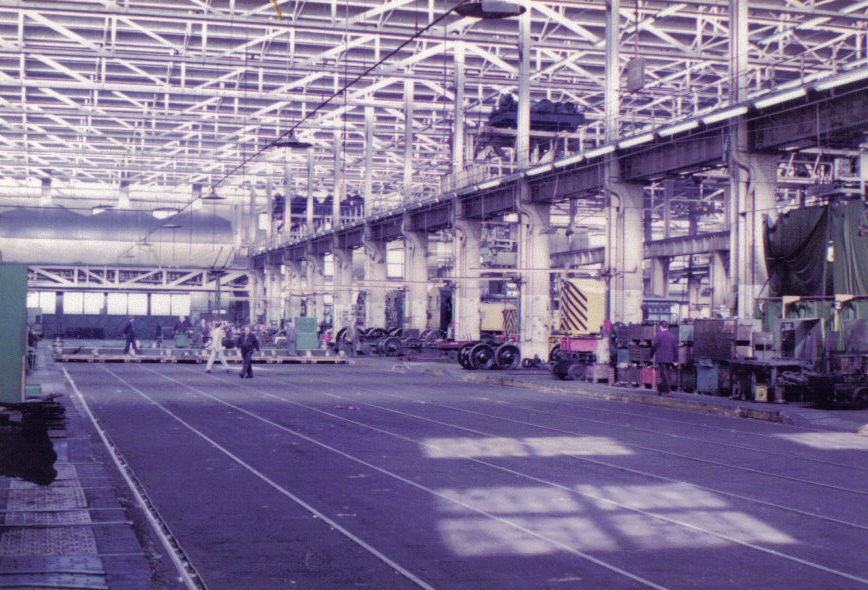
Eine der Werkhallen 1983

1947 wurden in Swindon pro Jahr noch 60 neue Lokomotiven produziert, bis 1954 reduzierte sich diese Rate jedoch bis auf 42 Stück pro Jahr, insgesamt wurden zwischen 1949 und 1960 etwa 200 Lokomotiven gebaut.
1962 endete der Lokomotivbau in Swindon, lediglich ein Reparaturbetrieb wurde fortgeführt. Der Betrieb wurde endgültig 1986 geschlossen, nur ein Gebäude beherbergt jetzt noch das Swindon Steam Railway Museum.

## Superintendenten und Chefingenieure
- Sir Daniel Gooch, Locomotive, Carriage and Wagon Superintendent 1837–1864
- Joseph Armstrong, Locomotive, Carriage and Wagon Superintendent 1864–1877
- William Dean, Locomotive, Carriage and Wagon Superintendent 1877–1902
- George Jackson Churchward, Locomotive, Carriage and Wagon Superintendent 1902–1916, Chief Mechanical Engineer 1916–1921
- Charles Benjamin Collett, Chief Mechanical Engineer 1921–1941
- F. W. Hawksworth, Chief Mechanical Engineer 1941–1949